# رأس بورمادة
رأس بورمادة هو أحد الرؤوس على الساحل الشرقي للبلاد التونسية، وهو يقع في ولاية صفاقس قرب مدينة المحرس.